# برينت ستانتون
برينت ستانتون (بالإنجليزية: Brent Stanton)‏ هو لاعب كرة قدم أسترالية أسترالي، ولد في 1 مايو 1986.

## وصلات خارجية
- برينت ستانتون على موقع AustralianFootball.com (الإنجليزية)
- برينت ستانتون على موقع AFLtables.com (الإنجليزية)